# Frontera entre Kenia y Somalia
La frontera entre Kenia y Somalia es el límite que separa a Kenia de Somalia. 

## Geografía
Con una longitud de 682 km en dirección norte-sur, que consta de tres secciones casi rectas, corta el ecuador en Liboi. Al norte, forma un trifinio con Etiopía, en el sur continúa hasta Shakani en las orillas del océano Índico. Separa las provincias kenianas del Noreste y de la Costa de las regiones somalíes de Gedo y Jubbada Hoose.

## Historia
Esta frontera se remonta a la época colonial, cuando Kenia era una colonia británica (África Oriental Británica, que se convirtió en la colonia de Kenia en 1920) y Somalia meridional en una colonia italiana (Somalia Italiana). Originalmente seguía el curso del río Juba. Su trazado actual se estableció en 1924, cuando el Reino Unido cedió a Italia la región de Jubalandia bajo el Tratado de Londres (1915), que prometió a Italia, entre otras cosas, una compensación colonial a cambio de su entrada en la Primera Guerra Mundial al lado de los Aliados.
La frontera se definió desde el siglo XIX a lo largo de diversos conflictos entre los colonizadores de la región: Reino Unido e Italia de Somalia (independencia en 1960), Reino Unido de Kenia, con su independencia en 1963.
En octubre de 2021, la Corte Internacional de Justicia de La Haya pronuncia su veredicto en la disputa marítima entre Somalia y Kenia. Este es el final de un epílogo judicial que data de 2014.